# Menat
Menat är en kommun i departementet Puy-de-Dôme i regionen Auvergne-Rhône-Alpes i centrala Frankrike. Kommunen ligger i kantonen Menat som tillhör arrondissementet Riom. År 2022 hade Menat 543 invånare.

## Befolkningsutveckling
Antalet invånare i kommunen Menat
| Referens: INSEE |